# St. Maria Magdalena (Dorn-Assenheim)

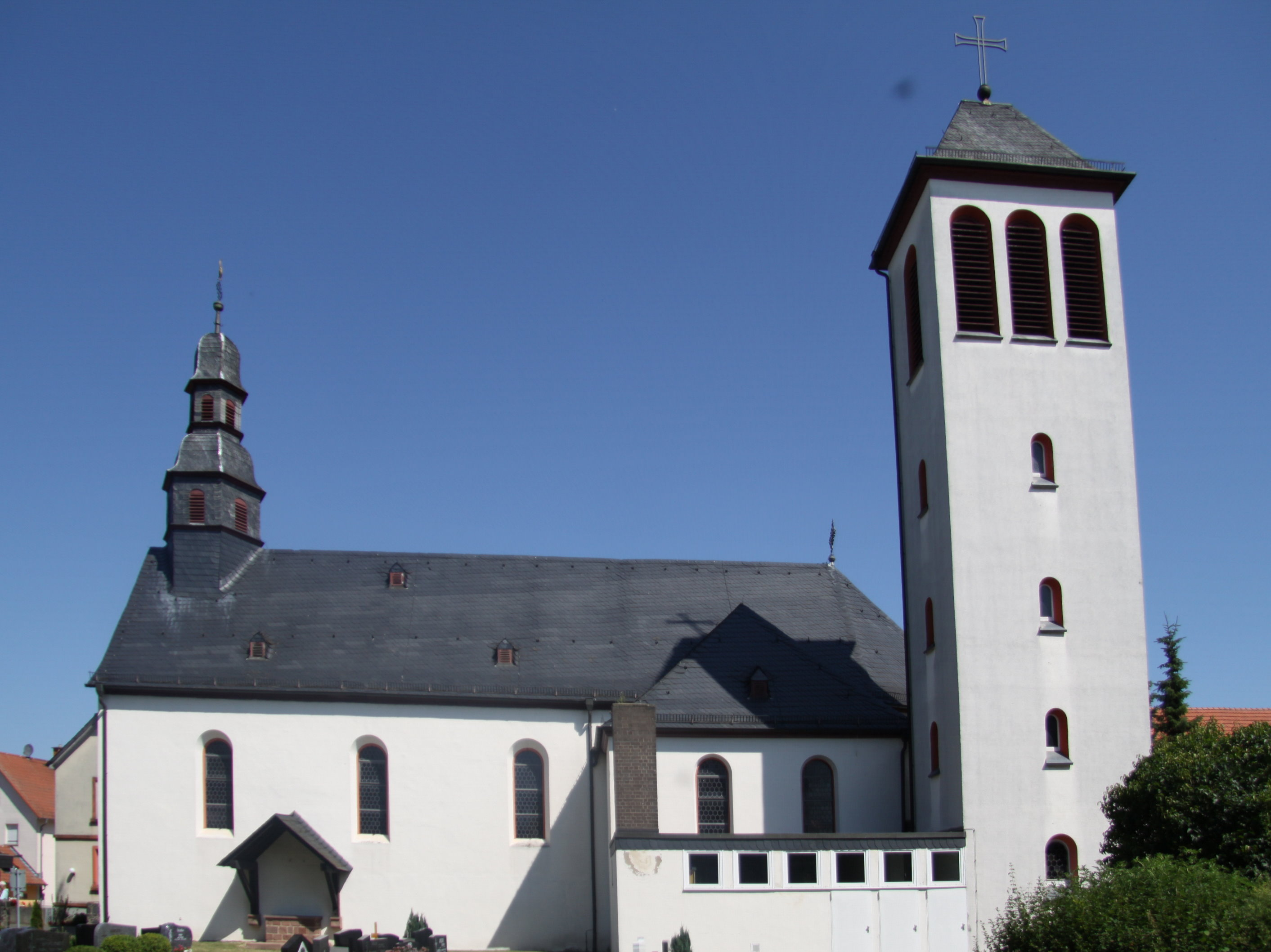
St. Maria Magdalena (Dorn-Assenheim)

Die römisch-katholische, denkmalgeschützte Kirche St. Maria Magdalena steht in Dorn-Assenheim, einem Stadtteil der Stadt Reichelsheim im Wetteraukreis in Hessen. Die Kirchengemeinde gehört zum Bistum Mainz.

## Beschreibung
Die Hallenkirche wurde ab 1714 erbaut, aber erst 1719 geweiht. Die Seitenschiffe sind vom Mittelschiff durch Arkaden getrennt. 1931 wurde das Kirchenschiff in östlicher Richtung durch einen polygonal abgeschlossenen Chor verlängert und ein Querschiff hinzugefügt. 1960 wurden an den südlichen Querarm die Sakristei angebaut und vor der Südseite des Chors ein neuer Glockenturm gebaut, der mit einem Walmdach bedeckt ist. Aus dem Satteldach des Kirchenschiffs erhebt sich im Westen ein sechseckiger, zweistufiger Dachreiter. An der südlichen Außenwand des Langhauses befand sich ursprünglich ein Kruzifix unter einem heute noch vorhandenen hölzernen Schutzdach.
Die Kirchenausstattung im Innenraum ist von der Barockzeit geprägt. Im Querhaus stehen zwei Beichtstühle aus dem 18. Jahrhundert. Der Hochaltar mit der Krönung Mariens zwischen Johannes Evangelist und Laurentius stammt vom Anfang des 18. Jahrhunderts, ebenso der Altar mit den zwölf Aposteln und die Kanzel in der Vierung. Im nördlichen Seitenschiff steht ein Altar der Vierzehn Nothelfer aus der ersten Hälfte des 18. Jahrhunderts. Die Bemalung der Brüstung der Empore im Westen des Langhauses stammt aus der Entstehungszeit der Kirche. An den beiden Längswänden stehen mehrere barocke Statuen auf Konsolen.

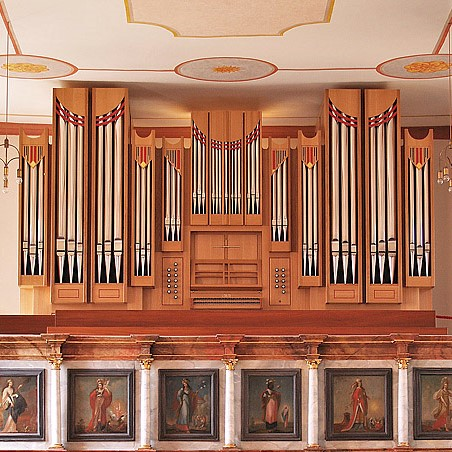
Orgel (von 2008)

Die Orgel mit 23 Registern, zwei Manualen und Pedal wurde 2008 von der Hugo Mayer Orgelbau gebaut.
| I Hauptwerk C–g3 |                |    |
| 1.               | Principal      | 8′ |
| 2.               | Viola di Gamba | 8′ |
| 3.               | Flöte          | 8′ |
| 4.               | Octave         | 4′ |
| 5.               | Gemshorn       | 4′ |
| 6.               | Superoctave    | 2′ |
| 7.               | Mixtur IV      | 2′ |
| 8.               | Trompete       | 8′ |

| II Oberwerk C–g3 |                 |        |
| 09.              | Salicional      | 08′    |
| 10.              | Holzgedeckt     | 08′    |
| 11.              | Hohlflöte       | 04′    |
| 12.              | Ital. Principal | 04′    |
| 13.              | Doublette       | 02′    |
| 14.              | Nasard          | 02 ⁄3′ |
| 15.              | Sesquialter II  | 02 ⁄3′ |
| 16.              | Larigot         | 01 ⁄3′ |
| 17.              | Zymbel III      | 01′    |
| 18.              | Oboe            | 08′    |
|                  | Tremulant       |        |

| Pedal C–f1 |          |     |
| 19.        | Subbass  | 16′ |
| 20.        | Violon   | 08′ |
| 21.        | Flöte    | 08′ |
| 22.        | Octave   | 04′ |
| 23.        | Trompete | 08′ |

- Koppeln: II/I (auch als Superoktavkoppel), II/II (Superoktavkoppel), I/P, II/P, II/P (Superoktavkoppel)